# John Maxwell Coetzee
John Maxwell Coetzee (wymowa angielska: [kʊtˈsiː], wymowa afrikaans: [kutˈseə]; ur. 9 lutego 1940 w Kapsztadzie) – południowoafrykański i australijski pisarz, laureat Literackiej Nagrody Nobla (2003).
Autor prozy psychologicznej silnie inspirowanej egzystencjalizmem i prozą poetycką, nieraz porównywany z Josephem Conradem i Gabrielem Garcíą Márquezem. W twórczości skupia się na portretach samotników oraz ludzi uwikłanych w przemiany społeczno-gospodarcze i polityczne. Coetzee jest uważany w anglojęzycznym świecie za jednego z najważniejszych żyjących pisarzy. Nagrodę literacką, z uzasadnienia komisji noblowskiej, otrzymał za prozę cechującą się analityczną błyskotliwością i wymownymi dialogami. Wcześniej, jako pierwszy twórca dwukrotnie otrzymał najbardziej prestiżową dla literatury anglojęzycznej nagrodę Bookera – w 1983 i 1999.

## Życiorys
Coetzee urodził się w Kapsztadzie. Jego ojciec był prawnikiem, a matka nauczycielką. Ze strony ojca, anglojęzycznego Afrykanera, jest potomkiem holenderskich osadników z XVII w., ale pisarz ma także polski rodowód. Jego pradziadek ze strony matki Baltazar (lub Balcer) Dubiel był Polakiem, pochodził ze wsi Czarnylas w województwie wielkopolskim (powiat ostrowski). Dubiel wyemigrował do Afryki w wieku kilkunastu lat, zmarł w 1929. Podczas wizyty w Polsce w 2006 pisarz odwiedził Czarnylas i pobliski Odolanów, gdzie jego pradziadek uczęszczał do szkoły. Spędził większość swego dzieciństwa w Kapsztadzie i Worcester w Prowincji Przylądkowej Zachodniej. Uczęszczał do prywatnej szkoły katolickiej St. Joseph’s College w Rondebosch na przedmieściach Kapsztadu, następnie studiował matematykę i anglistykę na Uniwersytecie Kapsztadzkim (uzyskał tytuły licencjata z anglistyki w 1960 i matematyki w 1961).
We wczesnych latach 60. Coetzee przeniósł się do Londynu, gdzie pracował przez krótki czas w IBM jako programista, w 1963 uzyskał tytuł magisterski (Master of Arts, M.A.).
Doktorat (Ph.D.) z lingwistyki uzyskał na amerykańskim uniwersytecie w Austin. Tematem dysertacji była komputerowa analiza stylistyczna prac Samuela Becketta. Po studiach doktorskich do 1971 wykładał angielski i literaturę na University at Buffalo, The State University of New York. Chciał uzyskać status rezydenta USA, jednak uniemożliwił mu to udział w protestach przeciwko wojnie wietnamskiej. Później wrócił do RPA i był profesorem literatury angielskiej na Uniwersytecie Kapsztadzkim. Po przejściu na emeryturę w 2002 przeniósł się do Adelaide w Australii i został honorowym członkiem naukowym w departamencie (instytucie) anglistyki University of Adelaide, gdzie wykłada jego partnerka, Dorothy Driver. Do 2003 był członkiem-profesorem komitetu przyznającego tytuły doktorskie z socjologii na Uniwersytecie Chicagowskim.
6 marca 2006 Coetzee został obywatelem australijskim. W ceremonii naturalizacyjnej uczestniczyła australijska minister ds. imigracji Amanda Vanstone.
Jest jednym z pięciu autorów (obok Petera Careya, Hilary Mantel, Margaret Atwood i Jamesa Gordona Farrella), którzy zostali dwukrotnie uhonorowani Nagrodą Bookera – za Życie i czasy Michaela K. w 1983 oraz Hańbę w 1999. Został laureatem literackiej Nagrody Nobla w 2003.
Oprócz powieści publikuje także prace krytyczne i tłumaczenia z holenderskiego i afrikaans.

## Wizyty w Polsce
Pisarz odwiedził Polskę czterokrotnie. Po raz pierwszy w październiku 2000 na zaproszenie profesora Zbigniewa Białasa z Uniwersytetu Śląskiego (był honorowym gościem sympozjum „Ebony, Ivory & Tea” poświęconego literaturze postkolonialnej).
Po raz drugi w czerwcu 2006. Spotkał się z czytelnikami 7 i 8 czerwca w Warszawie, a 9 czerwca w Krakowie.
9 lipca 2012 John Maxwell Coetzee otrzymał tytuł doktora honoris causa Uniwersytetu im. Adama Mickiewicza w Poznaniu. W swoim wystąpieniu noblista powiedział: Decyzja, by pisać, by zostać pisarzem, jest niejako niezależna od nas samych. Człowiek pisze, ponieważ jest w tym dobry. Pisze, ponieważ czuje powołanie do szerzenia swojego spojrzenia na świat. Pisze, ponieważ to, czemu chce w danej chwili dać głos, zdarza się być tym, czego świat chce w danym momencie słuchać i vice versa. Coetzee pojawił się także na premierze opery Slow Man (premiera: 5 lipca 2012 podczas Festiwalu Malta). Noblista napisał libretto na podstawie swojej powieści Powolny człowiek. Muzykę skomponował Nicholas Lens.
Czwarta wizyta miała miejsce w dniach 21-30 października 2018. 22-go października noblista spotkał się ze studentami i pracownikami Instytutu Kultur i Literatur Anglojęzycznych Uniwersytetu Śląskiego (w Sosnowcu). Czytał fragmenty „Lat szkolnych Jezusa”. 23 października został uhonorowany przez Uniwersytet Śląski tytułem doktora honoris causa. Recenzentami byli znawcy twórczości Coetzeego: prof. David Attwell (York) i prof. Derek Attridge (York), a także polski literaturoznawca prof. dr hab. Ryszard Koziołek. Laudację wygłosił prof. dr hab. Zbigniew Białas. 24 października pisarz odwiedził Muzeum w Auschwitz. 29 października, na zaproszenie Fundacji im. Herberta wygłosił w Warszawie wykład z okazji 94. rocznicy urodzin Zbigniewa Herberta.

## Doktoraty honorowe
Otrzymał również honorowe doktoraty Uniwersytetu Adelajdy, Uniwersytetu La Trobe, Uniwersytetu Natalu, Uniwersytetu Oksfordzkiego, Uniwersytetu Rhodesa, Skidmore College, Uniwersytetu Stanowego Nowego Jorku w Buffalo, Uniwersytetu Strathclyde i Uniwersytetu Technologicznego w Sydney (poza wspomnianymi: Uniwersytetu im. Adama Mickiewicza w Poznaniu oraz Uniwersytetu Śląskiego w Katowicach).

## Twórczość
- Dusklands (1974, polskie wydanie: Ciemny kraj, tłum. Magdalena Konikowska, Znak 2009)
- In the Heart of the Country (1977, polskie wydanie: W sercu kraju, tłum. Magdalena Konikowska, PIW 1996, ISBN 83-06-02155-X; Znak 2004, ISBN 83-240-0426-2)
- Waiting for the Barbarians (1980, polskie wydanie: Czekając na barbarzyńców, tłum. Anna Mysłowska, Czytelnik 1990, ISBN 83-07-01517-0; Znak 2003, ISBN 83-240-0386-X)
- Life & Times of Michael K. (1983, polskie wydanie: Życie i czasy Michaela K., tłum. Magdalena Konikowska, PIW 1996, ISBN 83-06-02155-X; Axel Springer Polska 2007); Znak 2010.
- Foe (1986, polskie wydanie: Foe, PIW 1996, ISBN 83-06-02155-X; Znak 2006)
- White Writing: On the Culture of Letters in South Africa (1988, polskie wydanie: Białe pisarstwo. O literackiej kulturze Afryki Południowej, tłum. Dariusz Żukowski, Znak 2009)
- Age of Iron (1990, polskie wydanie: Wiek żelaza, tłum. Anna Mysłowska, Znak 2004, ISBN 83-240-0464-5)
- Doubling the Point: Essays and Interviews (1992); polskie wydanie: Punkty nawigacyjne. Eseje i wywiady, tłum. Marek Król, Anna Skucińska, Dariusz Żukowski, Znak 2011
- The Master of Petersburg (1994; polskie wydanie: Mistrz z Petersburga, tłum. Wacław Niepokólczycki, PIW 1997, ISBN 83-06-02643-8; Znak 2005, ISBN 83-240-0541-2)
- Giving Offense: Essays on Censorship (1997); polskie wydanie: Obraza. Eseje o cenzurze, tłum. Marek Król, Znak 2011
- Boyhood: Scenes from Provincial Life (1998; polskie wydanie: Chłopięce lata. Sceny z prowincjonalnego życia, tłum. Michał Kłobukowski, Znak 2007)
- Disgrace (1999; polskie wydanie: Hańba, tłum. Michał Kłobukowski, Znak 2001, ISBN 83-240-0053-4, ISBN 83-240-0052-6, Znak 2003, ISBN 83-240-0052-6; Świat Książki 2004, ISBN 83-7391-531-1; Znak 2006, ISBN 83-240-0686-9, ISBN 83-240-0685-0)
- The Lives of Animals (1999; polskie wydanie: Żywoty zwierząt, tłum. Anna Dobrzańska-Gadowska, Świat Książki 2004, ISBN 83-7391-499-4, tłum. Jacek Dehnal, Znak 2022, ISBN 9788324064304)
- Stranger Shores: Literary Essays, 1986-1999 (2002; polskie wydanie: Dziwniejsze brzegi. Eseje literackie 1986-1999, tłum. Anna Skucińska, Znak 2008)
- Youth: Scenes from Provincial Life II (2002; polskie wydanie: Młodość, tłum. Michał Kłobukowski, Znak 2007)
- Elizabeth Costello (2003; polskie wydanie: Elizabeth Costello, tłum. Zbigniew Batko, Znak 2006, ISBN 83-240-0656-7)
- Slow Man (2005; polskie wydanie: Powolny człowiek, Znak 2006)
- Diary of a Bad Year (2007); polskie wydanie: Zapiski ze złego roku, tłum. Michał Kłobukowski, Znak 2008
- Inner Workings: Literary Essays, 2000-2005 (2007)
- Summertime: Scenes from Provincial Life III (2009); polskie wydanie: Lato, tłum. Dariusz Żukowski, Znak 2010
- The Childhood of Jesus (2013); polskie wydanie: Dzieciństwo Jezusa, tłum. Mieczysław Godyń, Znak 2013
- The Schooldays of Jesus (2016); polskie wydanie: Lata szkolne Jezusa, tłum. Mieczysław Godyń, Znak 2018
- The Death of Jesus (2019); polskie wydanie: Śmierć Jezusa; tłum. Mieczysław Godyń, Znak 2020
- The Pole (2022); polskie wydanie: Polak, tłum. Aga Zano, Znak 2024, ISBN 978-83-240-6738-1

### Współpraca
W 2012 roku Coetzee napisał libretto do opery Slow Man Nicholasa Lensa, opartej na powieści Slow Man (Powolny człowiek). Światowa prapremiera tej opery odbyła się w dniu 5 lipca 2012 roku na Festiwalu Malta, w Teatrze Wielkim w Poznaniu.

### Odbiór i krytyka
Najczęściej charakteryzuje się Coetzeego jako pisarza mierzącego się w swojej twórczości z najważniejszymi, odwiecznymi i uniwersalnymi problemami ludzkiej kondycji, wysoce etycznego, który tematykę tę porusza głównie w nawiązaniu do realiów swojej ojczyzny, Republiki Południowej Afryki i panującego tam do 1994 apartheidu. Komitet Noblowski, który przyznał Coetzeemu w 2003. literacką Nagrodę Nobla, uzasadniał swoją decyzję – Coetzee przejrzał na wylot obsceniczne pozy i fałszywą pompę historii, użyczając swego głosu pogardzanym i tym, których go pozbawiono. […] Budząc w nas niepokój i zaskoczenie, wkopał się Pan głęboko w glebę kondycji ludzkiej, jej okrucieństwo i samotność. Dał Pan głos tym, którzy pozostają poza hierarchiami ustalanymi przez możnych tego świata. Z intelektualną uczciwością i głębokim uczuciem, za pomocą prozy o lodowatej precyzji, zdarł Pan maski naszej cywilizacji i odkrył topografię zła.
Recepcją twórczości Coetzeego w Polsce zajmował się m.in. prof. dr hab. Jerzy Koch z Zakładu Studiów Niderlandzkich i Południowoafrykańskich Uniwersytetu im. Adama Mickiewicza w Poznaniu. W opublikowanej w 2008 książce Wenus hotentocka i inne rozprawy o literaturze południowoafrykańskiej poświęcił mu rozdział Mijają się, zbyt zajęci, by się pozdrowić choćby machnięciem ręki – John Maxwell Coetzee i jego zagraniczna recepcja na przykładzie Holandii i Polski. Wcześniejsza wersja tego tekstu napisanego z dr hab. Pawłem Zajasem (IFA, UAM) ukazała się w języku angielskim jako They Pass Each Other By, Too Busy Even To Wave: J.M. Coetzee And His Foreign Reviewers w pracy zbiorowej A Universe of (Hi)stories. Essays on J.M. Coetzee (red. Liliana Sikorska, Frankfurt -am-Main: Peter Lang Verlag 2006).
Dr Sławomir Masłoń z Uniwersytetu Śląskiego w Katowicach opublikował w 2009 Coetzee. Przewodnik Krytyki Politycznej, książkę poświęconą twórczości południowoafrykańskiego noblisty, zwracającą uwagę na najważniejsze tematy poruszanego przez autora – kolonializm, rasizm oraz kondycję i wewnętrzne sprzeczności i napięcia członków współczesnych, liberalnych społeczeństw. Masłoń odwołując się do dorobku Jacques’a Lacana, wykorzystując metody psychoanalityczne, śledzi ewolucję poglądów estetycznych Coetzeego. Wydawca książki, Krytyka Polityczna, organizował w związku z jej ukazaniem się szereg spotkań promocyjnych z panelami dyskusyjnymi, w których udział wzięli znani literaturoznawcy, w tym Kinga Dunin i Kazimiera Szczuka.
Wizyta noblisty w Poznaniu była pretekstem do powstania książki-projektu Wyostrzyć wzrok. J.M. Coetzee: sztuka, świat i polityka pod redakcją Anny R. Burzyńskiej i Waldemara Rapiora. Redaktorzy zebrali tematy, które Coetzee porusza w swych powieściach. Następnie rozmawiali o tych problemach z naukowcami i intelektualistami, m.in.: socjologiem Markiem Krajewskim (problem cierpienia w świecie i sposoby jego obrazowania); kognitywistą Andrzejem Klaiwterem (problem umysłu, rozumu i, jak chce Elizabeth Costello, „otwierania serca”), historykiem idei Jerzym Szackim (problem współczesnych utopii), kulturoznawcą Krzysztofem Moraczewskim (Bach i Beethoven w życiu Coetzee) literaturoznawcami Derekiem Attidgem i Przemysławem Czaplińskim (problem alegorii i literatury jako części życia). Równie ważne są wypowiedzi reżyserów teatralnych, którzy przełożyli powieści noblisty na język teatru, m.in. Krzysztof Warlikowski (korzystał z powieści noblisty, np. Lata, Elizabeth Costello), Luc Perceval (Hańba), Kornel Munruczó (Hańba) czy Maja Kleczewska (Slow Man). Ta ostatnia mówi w książce: Coetzee jest zaangażowany w życie. Wszystko wokół niego tętni, pulsuje, a on na to patrzy – w nadintensywności widzenia. Właśnie to mnie tak wciąga w jego pisaniu. Ta intensyfikacja szczegółu. Jadąc w zeszłym tygodniu do Londynu myślałam sobie, że będę tam chodzić śladami Coetzeego, tak jak po Paryżu chodzi się z Cortazarem. Ale u Coetzeego ten Londyn to cztery ulice – tam gdzie pisarz mieszka, gdzie pracuje, gdzie chodzi do kina i gdzie chodzi do antykwariatu. Jego Londyn nie jest dużym miastem, jest czterema ulicami, po których chodzi się nieustannie jak po zamkniętym labiryncie. Miałam wrażenie, że całe miasto by go przygniotło. Jego układ nerwowy tak absorbuje bodźce, że ich nadmiar oznaczałby dla niego paraliż. On jest zaangażowany na wszystkich poziomach, nieustannie.
W części drugiej książki Wyostrzyć wzrok artyści reprezentujący różne dziedziny sztuki (m.in. Dominika Knapik, Maciej Kurak, Wojciech Puś, Wojtek Ziemilski) zaproponowali szkice, zapisy ruchu, projekty scenografii, fotografie do wybranych przez siebie fragmentów książki noblisty Zapiski ze złego roku. Wojtek Ziemilski zaproponował szkic prezentacji teatralnej: Projekt? Spektaklu? No więc wyobrażam sobie mecz. Siatkówkę. Graną przez przedsiębiorców. Różnego szczebla, obu płci (...) Wcześniej myślałem o sforze psów, o ludziach wśród psów, ale to by było bliskie temu przemycanemu patosowi „Hańby”. Książkę zamyka, po raz pierwszy przetłumaczona na język polski, mowa noblowska J.M. Coetzee pt. On i jego człowiek.
W 2020 roku ukazał się zbiór esejów Olgi Tokarczuk, laureatki Nagrody Nobla w dziedzinie literatury za rok 2018, zatytułowany Czuły narrator. W zbiorze znajduje się esej Maski zwierząt  (pierwodruk: Krytyka Polityczna 2008). W części zatytułowanej Wgląd i empatia. Czy mogą być narzędziami poznawczymi? autorka odnosi się do Żywotów zwierząt, a zwłaszcza do roli spełnianej przez fikcyjną postać pisarki Elizabeth Costello, powołanej do życia przez Coetzeego. Olga Tokarczuk pisze m.in.
Nasza komunikacja jest o tyle istotna i głęboka, o ile pozostaje wzajemną wymianą tego, co subiektywne, a więc nie do końca komunikowalne. I mówi jeszcze: tylko fikcja literacka jest w stanie opowiedzieć taki stan subiektywności człowieka (a zarazem jego pełni), tylko fikcja z jej możliwościami zbudowania całej osoby ma przewagę nad argumentami rozumu... [...] Coetzee ustami Costello domaga się – jak sądzę – dowartościowania dwóch zapomnianych, niedocenionych i zepchniętych na margines sposobów doświadczania świata: wglądu i empatii. 